# 20 de Noviembre, Loma Bonita
20 de Noviembre är en ort i Mexiko.   Den ligger i kommunen Loma Bonita och delstaten Oaxaca, i den sydöstra delen av landet, 400 km öster om huvudstaden Mexico City. 20 de Noviembre ligger 71 meter över havet och antalet invånare är 220.
Terrängen runt 20 de Noviembre är platt. Runt 20 de Noviembre är det ganska glesbefolkat, med 28 invånare per kvadratkilometer. Närmaste större samhälle är Loma Bonita, 8,7 km norr om 20 de Noviembre. Omgivningarna runt 20 de Noviembre är en mosaik av jordbruksmark och naturlig växtlighet.